# Productores de Música de España
Productores de Música de España (abbreviato come PROMUSICAE) è un gruppo commerciale che rappresenta l'industria discografica spagnola. È il gruppo della International Federation of the Phonographic Industry per la Spagna.
Dal 30 aprile 2003 Antonio Guisasola è il presidente della PROMUSICAE, al posto di Carlos Grande.

## Classifiche
PROMUSICAE fornisce le seguenti classifiche:
- Top 50 brani
- Top 100 classifica album
- Top 20 classifica raccolte
- Top 20 classifica DVD
- Classifica musica trasmessa alla radio

## Certificazioni

### Album
Fino al 1° novembre 2005, i livelli di certificazione per gli album musicali in Spagna erano 50.000 copie per l'Oro e 100.000 per il Platino. I livelli sono stati modificati a 20.000 per l'Oro e 40.000 per il Platino dal novembre 2011.
| Periodo                                                                               | Periodo          | Copie necessarie | Copie necessarie |
| Da                                                                                    | A                | Disco d'oro      | Disco di platino |
| ------------------------------------------------------------------------------------- | ---------------- | ---------------- | ---------------- |
| Gennaio 2005                                                                          | 31 Ottobre 2005  | 50 000           | 100 000          |
| 1 Novembre 2005                                                                       | 5 Settembre 2009 | 40 000           | 80 000           |
| 6 Settembre 2009                                                                      | 31 Ottobre 2011  | 30 000           | 60 000           |
| 1 Novembre 2011                                                                       | in vigore        | 20 000           | 40 000           |
| Il simbolo "—" indica che in quel periodo quella certificazione non veniva assegnata. |                  |                  |                  |

### Singoli
Nel gennaio 2008, a causa del calo dei singoli fisici, Promusicae ha aggiunto alle classifiche dei singoli fisici due classifiche Top 20 separate, una per i “Download digitali” e l'altra per i “Toni originali” (simili alle suonerie), riflettendosi anche sulle certificazioni, consentendo a ogni singolo titolo di ricevere due tipi di certificazioni separate per il download digitale e ringtones. I due formati di certificazione sono stati combinati nel gennaio 2009, con conseguente riunificazione in un'unica classifica per i singoli discografici e un alzamento delle soglie di certificazione. Dal 2013 al 2014, con l'aumento delle vendite nel formato streaming musicale, sono state create due soglie di certificazione oro e platino separate per tale formato. Dal 2015 le certificazioni conteggiano anche gli streaming, raggruppandoli nelle soglie di certificazione precedenti dei download digitali e ringtones. Nel 2022, i livelli di certificazione sono stati portati rispettivamente a 30.000 e 50.000. A partire dalla 16a settimana del 2025, i livelli sono stati portati a 50.000/100.000.
| Periodo                                                                               | Periodo       | Copie necessarie | Copie necessarie |
| Da                                                                                    | A             | Disco d'oro      | Disco di platino |
| ------------------------------------------------------------------------------------- | ------------- | ---------------- | ---------------- |
| 1 Novembre 2005                                                                       | 31 Marzo 2007 | 25 000           | 50 000           |
| 1 Aprile 2007                                                                         | Dicembre 2008 | 10 000           | 20 000           |
| Gennaio 2009                                                                          | Dicembre 2021 | 20 000           | 40 000           |
| Gennaio 2022                                                                          | 31 Marzo 2025 | 30 000           | 60 000           |
| 1 Aprile 2025                                                                         | in vigore     | 50 000           | 100 000          |
| Il simbolo "—" indica che in quel periodo quella certificazione non veniva assegnata. |               |                  |                  |